# Jorge Morcillo
Jorge García Morcillo (Valencia, 11 marzo 1986) è un calciatore spagnolo, difensore del Marino de Luanco.